# Tigridia flammea
Tigridia flammea är en irisväxtart som först beskrevs av John Lindley, och fick sitt nu gällande namn av Pierfelice Ravenna. Tigridia flammea ingår i släktet Tigridia och familjen irisväxter. Inga underarter finns listade i Catalogue of Life.